# Lekkoatletyka na Letnich Igrzyskach Paraolimpijskich 2008 – bieg na 100 metrów mężczyzn kl. T38
Bieg na 100 metrów mężczyzn kl.T38 podczas Letnich Igrzysk Paraolimpijskich 2008 rozegrano 12 września. W rozgrywkach wzięło udział 9 sportowców z 7 krajów.

## Wyniki

### Finał
Finał został rozegrany 12 września o godzinie 9:55. Na tym etapie rozgrywek australijski lekkoatleta Evan O’Hanlon ustanowił rekord świata z wynikiem 10.96 s.
| Poz. | Zawodnik            | Narodowość | Rezultat | Uwagi |
| ---- | ------------------- | ---------- | -------- | ----- |
| 1    | Evan O’Hanlon       | Australia  | 10.96    | WR    |
| 2    | Zhou Wenjun         | Chiny      | 11.14    |       |
| 3    | Mykyta Senyk        | Ukraina    | 11.18    |       |
| 4    | Edson Pinheiro      | Brazylia   | 11.30    |       |
| 5    | Farhat Chida        | Tunezja    | 11.39    |       |
| 6    | Andrij Onufrijenko  | Ukraina    | 11.70    |       |
| 7    | Timothy Sullivan    | Australia  | 11.91    |       |
| 8    | Aristotelis Marinos | Grecja     | 11.93    |       |
| 9    | Haider Ali          | Pakistan   | 11.98    |       |